# Novoselo Trnovačko
Novoselo Trnovačko falu Horvátországban Lika-Zengg megyében. Közigazgatásilag Gospićhoz tartozik.

## Fekvése
Gospićtól légvonalban 6 km-re közúton 7 km-re délnyugatra a Likai karsztmezőn, a Gospićról Karlobagra menő 25-ös számú főút mellett fekszik.

## Története
A település török defterek tanúsága szerint a török megszállás idején 1550 és 1570 között keletkezett, amikor a Novi Nahijéhez tartozott.
Először az 1574-es török összeírásban szerepel. Betelepítése a közeli török váraknak és őrtornyoknak köszönhető, melyek szomszédságába elsősorban pravoszláv vallású vlachok települtek, akik „Novosel” néven alapítottak itt települést. Ilyen őrtorony állt a trnovaci Kosa nevű magaslaton is. A falunak 1857-ben 20, 1910-ben 57 lakosa volt. A trianoni békeszerződés előtt Lika-Korbava vármegye Gospići járásához tartozott. Ezt követően előbb a Szerb-Horvát-Szlovén Királyság, majd Jugoszlávia része lett. 1991-ben lakosságának 78 százaléka horvát, 16 százaléka roma volt. 1991-ben a független Horvátország része lett. A falunak 2011-ben 83 lakosa volt.

## Lakosság
| Lakosság változása | Lakosság változása | Lakosság változása | Lakosság változása | Lakosság változása | Lakosság változása | Lakosság változása | Lakosság változása | Lakosság változása | Lakosság változása | Lakosság változása | Lakosság változása | Lakosság változása | Lakosság változása | Lakosság változása | Lakosság változása |
| ------------------ | ------------------ | ------------------ | ------------------ | ------------------ | ------------------ | ------------------ | ------------------ | ------------------ | ------------------ | ------------------ | ------------------ | ------------------ | ------------------ | ------------------ | ------------------ |
| 1857               | 1869               | 1880               | 1890               | 1900               | 1910               | 1921               | 1931               | 1948               | 1953               | 1961               | 1971               | 1981               | 1991               | 2001               | 2011               |
| 20                 | 0                  | 0                  | 49                 | 59                 | 57                 | 51                 | 31                 | 42                 | 48                 | 71                 | 56                 | 63                 | 112                | 78                 | 83                 |